# Sciobia praticola
Sciobia praticola är en insektsart som beskrevs av Bolívar, I. 1884. Sciobia praticola ingår i släktet Sciobia och familjen syrsor. Inga underarter finns listade i Catalogue of Life.